# Mailand–Sanremo 1983
Mailand–Sanremo 1983 war die 74. Austragung von Mailand–Sanremo, eines eintägigen Straßenradrennens. Es wurde am 19. März 1983 über eine Distanz von 294 km ausgetragen.
Das Rennen wurde von Giuseppe Saronni vor Guido Bontempi und Jan Raas gewonnen.

## Teilnehmende Mannschaften
| Profi-Radsportteams (28)- Del Tongo-Colnago - Inoxpran - TI-Raleigh-Campagnolo - Jacky Aernoudt-Rossin - Sem-France Loire-Mavic - Zor-Gemeaz Cusin - Vivi-Benotto-Puma - Gis Gelati-Campagnolo - Metauro Mobili-Pinarello - Europ Decor-Dries - Splendor-Euro Shop - Cilo-Aufina - Peugeot-Shell-Michelin - Boule d'Or-Colnago - Safir-Van de Ven - La Redoute-Motobécane - Wolber-Spidel - Sammontana-Campagnolo - Renault-Elf - Fangio-Tönissteiner - Dromedario-Alan-Sidermec - Malvor-Bottecchia - Alfa Lum-Olmo - Eorotex-Magniflex-Mavic - Atala-Campagnolo - Termolan-Galli-CIOCC - Hueso-Motta - Mareno-Wilier Triestina |
| |

## Ergebnis
| Rang | Fahrer            | Team                   | Zeit       |
| ---- | ----------------- | ---------------------- | ---------- |
| 1    | Giuseppe Saronni  | Del Tongo              | 7h 07' 59" |
| 2    | Guido Bontempi    | Carrera Jeans          | + 44"      |
| 3    | Jan Raas          | TI-Raleigh             | + 44"      |
| 4    | Eric Vanderaerden | DAF Trucks             | + 44"      |
| 5    | Sean Kelly        | Sem-France Loire-Mavic | + 44"      |
| 6    | Juan Fernández    | Zor-Gemeaz Cusin       | + 44"      |
| 7    | Franco Chioccioli | Vivi-Benotto-Puma      | + 44"      |
| 8    | Noël Dejonckheere | Teka                   | + 44"      |
| 9    | René Bittinger    | Sem-France Loire-Mavic | + 44"      |
| 10   | Gabriele Landoni  | Vivi-Benotto-Puma      | + 44"      |